# Мікаель Таварез
Мікаель Таварез (фр. Mickaël Tavares, нар. 25 жовтня 1982, Вільнев-Сен-Жорж) — сенегальський футболіст, що грав на позиції півзахисника.
Виступав, зокрема, за «Славію», «Гамбург» та «Нюрнберг», а також національну збірну Сенегалу.

## Клубна кар'єра
Вихованець невеличкого клубу «Епінай-сюр-Сен», після якого перебував у структурі професіональних клубів «Кретей» та «Алверка», але за першу команду не виступав.
У дорослому футболі дебютував 2002 року виступами за аматорську команду «Аббвіль», в якій провів один сезон, взявши участь у 26 матчах другого дивізіону аматорського чемпіонату Франції. Згодом з 2003 по 2005 рік грав у складі резервної команди «Нанта» у вищому дивізіоні аматорського чемпіонату Франції.
Своєю грою за останню команду привернув увагу представників тренерського штабу клубу «Тур», до складу якого приєднався 2005 року. Відіграв за команду з однойменного міста наступні два сезони своєї ігрової кар'єри.
У липні 2007 року уклав контракт з клубом «Славія», у складі якого провів наступні півтора роки своєї кар'єри гравця і виборов титул чемпіона Чехії.
30 січня 2009 року став гравцем німецького клубу «Гамбург» і дебютував за нову команду 22 лютого 2009 року в грі проти команди «Баєр 04». Але у новій команді закріпитись не зумів, через що виступав на правах оренди за «Нюрнберг» та «Мідлсбро», а також у резервній команді «Гамбурга» в Регіоналлізі.
З 2012 по 2016 рік продовжував кар'єру в клубах «Фулгем», «Валвейк» та «Млада Болеслав», а завершив ігрову кар'єру в Австралії, граючи за «Сідней» та «Сентрал-Кост Марінерс», за які виступав до 2016 року.

## Виступи за збірну
12 серпня 2009 року дебютував в офіційних іграх у складі національної збірної Сенегалу в товариському матчі проти збірної ДР Конго (2:1).
Загалом протягом кар'єри у національній команді, яка тривала 3 роки, провів у її формі 10 матчів.

## Титули і досягнення
- Чемпіон Чехії (1):

«Славія»: 2007/08